# Crisi libanese del 1958
La crisi libanese del 1958 fu un periodo di disordini politici e scontri di guerriglia intercorsi in Libano tra il maggio e l'ottobre del 1958. Gli scontri videro opposti da un lato i sostenitori del presidente libanese Camille Chamoun, un cristiano maronita noto per la sua linea filo-occidentale, e dall'altro la galassia di movimenti di sinistra-panaraba-marxista guidata dal leader politico druso Kamal Jumblatt (con il suo Partito Socialista Progressista) insieme con il primo ministro Rashid Karame, musulmano sunnita noto per le sue simpatie per il regime nasserista al potere in Egitto. Dopo alcuni disordini di piazza, le opposte fazioni iniziarono a reclutare milizie armate e a prendere possesso dei principali centri abitati, mentre l'esercito libanese si dimostrava incapace di fermare l'ondata di violenza.
La crisi fu risolta grazie all'intervento militare degli Stati Uniti d'America, richiesto da Camille Chamoun in adempimento alla dottrina Eisenhower e sulla scia del Patto di Baghdad. Temendo sviluppi ben peggiori anche dopo la sanguinosa rivoluzione del 14 luglio occorsa nel vicino Regno d'Iraq, il presidente statunitense Dwight Eisenhower autorizzò il dispiegamento di truppe da combattimento statunitensi (United States Army ed United States Marine Corps) a Beirut per riportare l'ordine ed impedire interventi armati delle nazioni vicine; le forze statunitensi sbarcarono incontrastate il 15 luglio 1958 e in modo quasi incruento collaborarono con l'esercito libanese nel riportare l'ordine nella capitale. Grazie alla mediazione statunitense, la crisi fu infine risolta con l'elezione alla presidenza libanese del generale Fu'ad Shihab, universalmente apprezzato da tutte le fazioni, ed alla nomina di un governo di riconciliazione nazionale.

## Antefatti
La composizione etno-religiosa del Libano era da sempre piuttosto complessa, costituita come era da una maggioranza di cristiani arabofoni (a sua volta suddivisa tra maroniti, greci-ortodossi e greci-uniati) e una forte minoranza di musulmani (suddivisi tra sunniti e sciiti) oltre ad altri gruppi più piccoli come i drusi e gli armeni. Nel tentativo di mantenere un equilibrio tra le varie componenti, nel 1943, alla vigilia della proclamazione della piena indipendenza del Libano dalla Francia, il primo presidente della nazione Bishara al-Khuri (un cristiano maronita) negoziò con altri notabili locali e in particolare con il primo ministro Riyad al-Sulh (un musulmano sunnita) un "Patto Nazionale" per la spartizione delle posizioni di potere del nascente stato: in base a tale accordo, non scritto e basato per lo più sull'onore, il presidente della repubblica sarebbe stato sempre un maronita, il primo ministro sempre un sunnita, il presidente dell'Assemblea Nazionale sempre uno sciita e il vicepresidente dell'Assemblea Nazionale sempre un greco ortodosso, con gli altri incarichi di governo ripartiti in maniera simile. Il Patto, inoltre, fissò alcuni punti generali in merito alla collocazione geopolitica e alla politica estera della nazione: in tale ambito, i cristiani accettarono di definire il Libano come uno Stato "a fisionomia araba" e di rinunciare alla storica protezione politico-militare da sempre fornita loro dai francesi, mentre i musulmani di converso rinunciarono a portare avanti progetti per una più forte integrazione del Libano nel mondo arabo e in particolare la sua annessione alla vicina Siria.
Il Patto Nazionale libanese resse alla prova della guerra arabo-israeliana del 1948, durante la quale il Libano combatté a fianco dei suoi vicini arabi contro Israele e al termine della quale dovette accettare di ospitare sul suo territorio circa 150000 profughi palestinesi, ma mostrò i primi segni di crisi a metà degli anni 1950 in concomitanza con la presa del potere in Egitto da parte di Gamal Abd el-Nasser: la politica nazionalista e panaraba di Nasser, culminata con la nazionalizzazione del canale di Suez, lo pose in urto con le vecchie potenze coloniali europee, portando all'invasione dell'Egitto da parte di un'alleanza tra Israele, Francia e Regno Unito conclusasi però con un ritiro a causa delle forti pressioni politiche esercitate da Stati Uniti d'America e Unione Sovietica; il mondo arabo espresse il suo sostegno a Nasser rompendo le relazioni diplomatiche con gli anglo-francesi, ma il presidente del Libano Camille Chamoun, un maronita in carica dal 1952, si rifiutò di aderire a questa iniziativa entrando in contrasto con gli ambienti musulmani vicini all'ideologia di Nasser, che nel 1957 diedero vita al "Movimento dei nasseriani indipendenti" o al-Mourabitoun guidato da Ibrahim Kulaylat. L'accettazione nel 1957 da parte di Chamoun dei dettami della "dottrina Eisenhower", secondo cui gli Stati Uniti si assumevano l'impegno di garantire l'integrità territoriale e l'indipendenza degli Stati del Medio Oriente che fossero stati soggetti di un'aggressione da parte dell'Unione sovietica o di suoi satelliti, aumentò i contrasti con i nasseriani, stante l'alleanza stipulata nel frattempo tra l'Egitto di Nasser e l'URSS.
La tensione crebbe ulteriormente quando il 23 febbraio 1958 Egitto e Siria diedero vita a un'unione tra i loro due Stati, la Repubblica Araba Unita (RAU); la comunità musulmana libanese prese a sostenere con forza l'unione del Libano alla RAU, trovando la forte opposizione dei cristiani e del presidente Chamoun. Il governo di Chamoun iniziò a essere percepito come dispotico e autoritario, in particolare dopo la decisione del presidente di concorrere per un secondo mandato alla scadenza del primo nel 1958 dopo aver emendato in tal senso la costituzione libanese, che vietava una simile circostanza; il fronte delle opposizioni, rappresentato oltre che dai nasseriani del al-Mourabitoun anche dal Partito Comunista Libanese e dal Partito Socialista Progressista, si compattò quindi dietro la figura del primo ministro, il sunnita Rashid Karame.

## La crisi

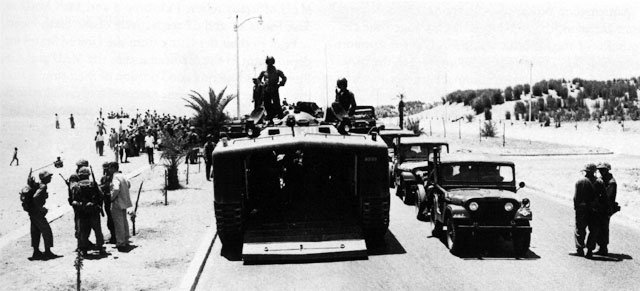
Marines statunitensi sbarcano sulle spiagge del Libano nel luglio 1958

L'8 maggio 1958 Nassit el Metui, editore dell'importante quotidiano di Beirut Al Telegraf, fu assassinato da sconosciuti; el Metui era conosciuto come fermo oppositore del presidente Chamoun, e la sua uccisione scatenò le proteste dell'opposizione: il 9 maggio violenti disordini presero vita a Tripoli durante i quali venne incendiata la sede della United States Information Agency presente in città, mentre il 12 agosto gli elementi di spicco della Basta, la zona di Beirut abitata da musulmani, proclamarono l'indizione di uno sciopero generale. Le varie fazioni presero ben presto ad armarsi e a formare milizie paramilitari: i musulmani rafforzarono il loro controllo sulle città di Tripoli e Sidone nonché nella valle della Beqa' vicino al confine siriano, trovando l'appoggio dei drusi di Kamal Jumblatt insediati in particolare nel Distretto dello Shuf nel centro del paese; oltre che sui suoi sostenitori del Partito Popolare Siriano, il presidente Chamoun poteva invece contare sui gruppi armati messi insieme dal Partito Falangista Libanese. L'esercito libanese era controllato da un maronita, il generale Fu'ad Shihab, ma la paura di vederlo dissolversi in fazioni religiose qualora esso fosse intervenuto per reprimere i disordini spinse il suo comandante ad adottare un atteggiamento cauto e neutrale: i soldati libanesi furono schierati a protezione delle principali vie di comunicazione e per ostacolare sortite dei ribelli dalle loro roccaforti, ma non fecero nient'altro per riportare l'ordine nel paese. A poco a poco i disordini si trasformarono in una guerriglia strisciante fatta di assassinii ed attentati esplosivi.
I violenti attacchi sferrati dai mezzi di comunicazione della RAU nei confronti di Chamoun fecero temere l'intervento di siriani ed egiziani nella contesa politica libanese, spingendo il presidente a rivolgersi agli Stati Uniti per chiedere aiuto; l'amministrazione del presidente Dwight Eisenhower si dimostrò inizialmente cauta, mettendo in chiaro che gli Stati Uniti non sarebbero intervenuti per garantire la rielezione di Chamoun e spingendolo a richiedere l'assistenza delle Nazioni Unite: il Consiglio di sicurezza deliberò l'11 giugno l'invio nel paese di una missione di osservatori per verificare l'eventuale ingerenza nelle questioni libanesi di potenze straniere, di cui non furono trovate prove certe. L'atteggiamento statunitense verso la crisi libanese mutò radicalmente il 14 luglio, quando giunse la notizia che il governo filo-occidentale del Regno dell'Iraq era stato sanguinosamente spodestato da un colpo di stato portato avanti da un gruppo di ufficiali dell'esercito, repubblicani e filo-nasseriani; il nuovo governo fece subito ritirare l'Iraq dal Patto di Baghdad, un'alleanza tra varie nazioni mediorientali in chiave anti-comunista, e provocò la fine della Federazione Araba, un'entità confederale costituita da Giordania ed Iraq nel febbraio 1958 come contrappeso alla formazione della RAU. Temendo per la tenuta dei loro governi, tanto il re Husayn di Giordania quanto il presidente Chamoun si appellarono quindi alla potenza militare statunitense.

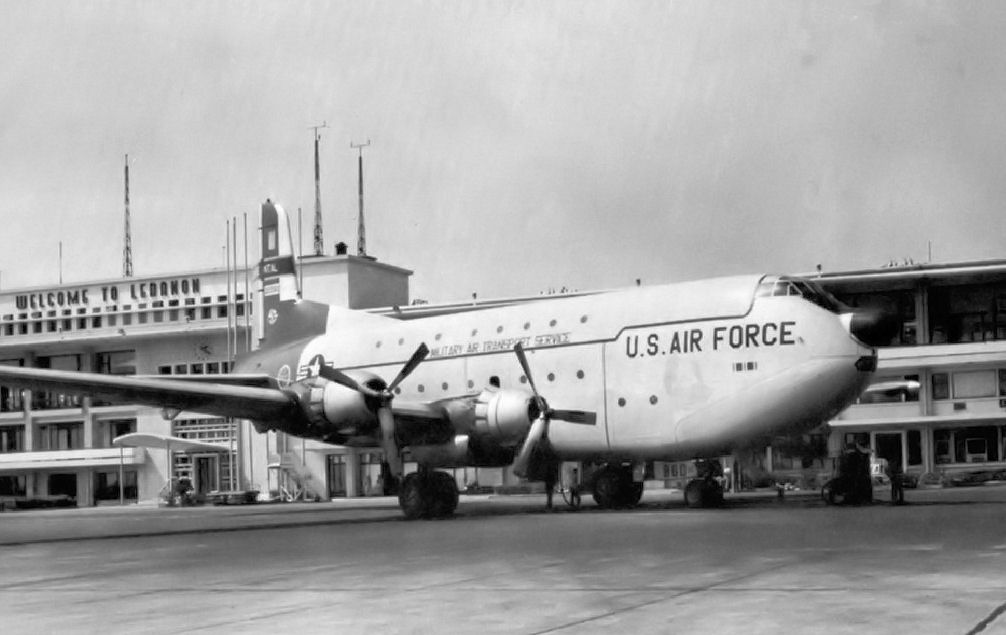
Un Douglas C-124 Globemaster II statunitense all'aeroporto di Beirut

Quello stesso 14 luglio, dopo una serie di consultazioni con i suoi consiglieri, Eisenhower autorizzò il dispiegamento di truppe da combattimento statunitensi in Libano, allo scopo di mettere in sicurezza il porto e l'aeroporto di Beirut e di costituire una testa di ponte attorno alla capitale da cui far affluire ulteriori soldati in caso di invasione del territorio libanese da parte dei siriani. Sulla base di piani già stilati per far fronte a ogni circostanza, lo United States European Command approntò per l'azione in Libano una forza di più di 14000 uomini, di cui 8500 dello United States Army (il 187th Infantry Regiment della 24th Infantry Division di stanza nelle basi in Germania più varie unità in supporto) e 5670 dello United States Marine Corps (la 2nd Provisional Marine Force, l'unità da sbarco assegnata alla United States Sixth Fleet dislocata nel mar Mediterraneo); la copertura aerea sarebbe stata assicurata dai velivoli dislocati nella Base aerea di Incirlik in Turchia, mentre la stessa Sixth Fleet poteva mettere in campo le portaerei USS Saratoga, USS Essex e USS Wasp, gli incrociatori USS Des Moines e USS Boston e due squadroni di cacciatorpediniere. Contemporaneamente al dispiegamento statunitense in Libano, due battaglioni di paracadutisti britannici sarebbero stati portati in volo da Cipro all'aeroporto di Amman in Giordania come forma di sostegno al governo del re Husayn.
L'azione statunitense (nome in codice operazione Blue Bat) ebbe inizio nel pomeriggio del 15 luglio, quando i primi reparti di marine presero terra lungo le spiagge a sud di Beirut a bordo di mezzi da sbarco e veicoli anfibi LVTP 5, mettendo rapidamente in sicurezza l'aeroporto della città; non vi fu alcuna opposizione allo sbarco, e nella tarda mattinata del 16 luglio i primi reparti statunitensi fecero il loro ingresso a Beirut: vi furono alcuni momenti di tensione con i presidi dell'esercito libanese, risolti pacificamente dopo negoziati tra gli ufficiali statunitensi e il generale Shihab. Una volta consolidate le posizioni, il resto delle forze statunitensi arrivarono per via aerea: il 18 luglio un battaglione di marine fu aviotrasportato a Beirut direttamente dagli Stati Uniti, una notevole impresa logistica per l'epoca, mentre i primi contingenti delle truppe dell'esercito partite dalla Germania arrivarono il 19 luglio; entro il 26 luglio seguente tutte le forze statunitensi assegnate all'operazione erano giunte in Libano. Le truppe statunitensi stabilirono un solido perimetro difensivo intorno a Beirut e iniziarono una serie di pattugliamenti motorizzati e tramite elicotteri; da parte dei ribelli vi furono spari di armi leggere in direzione degli aerei in atterraggio ed episodi di cecchinaggio contro gli avamposti dei marine, ma le vittime tra gli statunitensi furono molto basse: un sergente dell'esercito rimase ucciso e un altro ferito a causa del tiro dei ribelli, mentre due marine furono uccisi in incidenti di fuoco amico.

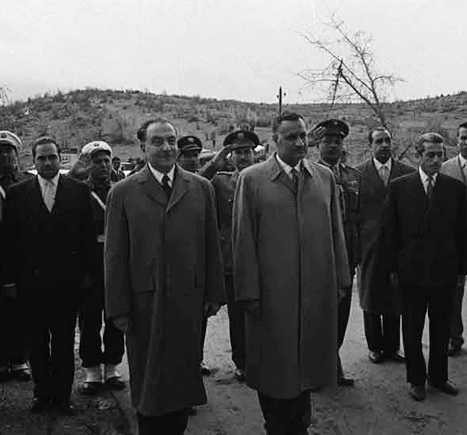
Il presidente libanese Shihab (sinistra) e quello della Repubblica Araba Unita Nasser durante dei negoziati al termine della crisi libanese del 1958

Per la risoluzione della crisi libanese il presidente Eisenhower puntò principalmente sulla via diplomatica: il diplomatico Robert Daniel Murphy, vice segretario di Stato, fu nominato inviato speciale per il Libano, giungendo poi a Beirut il 17 luglio e dando subito il via a una serie di incontri e colloqui con i principali esponenti politici locali; la mediazione di Murphy fu importante nel convincere il presidente Chamoun a rinunciare al suo progetto di un secondo mandato, e il 31 luglio il generale Fu'ad Shihab, universalmente apprezzato da tutte le fazioni libanesi per la sua calma e pacata gestione dell'esercito durante la crisi, fu eletto dal parlamento nuovo presidente del Libano. Shihab entrò in carica il 23 settembre e scelse il leader sunnita Rashid Karame come suo primo ministro; la formazione di un gabinetto di governo composto prevalentemente da esponenti degli insorti provocò l'indizione di uno sciopero generale da parte dei sostenitori di Chamoun e ad alcuni scontri di piazza il 24 settembre, repressi con fermezza dalle truppe libanesi con il supporto a distanza degli statunitensi. Dopo negoziati tra le parti in causa, un nuovo e più equilibrato governo entrò in carica il 23 ottobre; con la situazione ormai stabilizzata, le ultime unità statunitensi furono ritirate entro il 28 ottobre seguente.

## Conseguenze
L'intervento militare statunitense ebbe successo nel soffocare una crisi molto pericolosa prima che potesse degenerare in eventi ben più sanguinosi; il nuovo presidente Shihab inaugurò un periodo di distensione e riconciliazione tra le comunità nazionali libanesi, e nel tentativo di superare le divisioni settarie promosse la creazione di uno stato moderno e centralizzato. Ad ogni modo, gli eventi del 1958 avevano segnato una forte incrinatura del "Patto Nazionale" che aveva regolato la vita politica libanese fin dall'indipendenza, e segnato una serie di fratture all'interno della società. Le spaccature interne al popolo libanese ripresero ad approfondirsi al termine degli anni 1960, per culminare poi nello scoppio della sanguinosa guerra civile libanese nell'aprile 1975.